# 부카티니
부카티니(이탈리아어: bucatini, 단수: bucatino 부카티노[*])는 이탈리아의 파스타이다. 굵은 스파게티 모양의 파스타로 가운데에 구멍이 뚫려 있는 것이 특징이다. 단어의 유래는 "구멍"을 뜻하는 '부코'(이탈리아어: buco)에서 왔고, '부카토'(bucato)는 "구멍이 뚫린"이라는 뜻이다.
부카티니는 라치오 주, 특히 로마에서 널리 소비된다. 듀럼 밀가루와 물을 섞어 반죽한다. 길이는 25–30 cm (10–12 in)이며 지름은 3 mm 정도다. 
파스타의 중심부에 있는 구멍은 면을 삶을 때 겉과 속을 같이 익을 수 있게 도와주어 조리시간을 단축시켜 준다. 보통 9분 정도 삶아 면발을 준비한다. 
이탈리아 요리에서는 부카티니를 버터가 든 소스, 판체타나 구안찰레, 채소, 달걀, 앤초비나 정어리와 함께 요리해 먹는다.

## 요리
- 정어리를 넣은 부까띠니 : 이탈리아 남부 시칠리아 지방의 파스타. 과거 시칠리아는 아랍의 통치 하에 있어서 아직까지 이슬람 문화가 남아 있다. 부까디니는 설타나라는 씨가 없는 청포도를 사용하는데 이는 과거 아랍의 통치 하에 있었다는 것을 보여주는 흔적이다.[1]

## 같이 보기
- 비골리

1. ↑  파올로 데 마리아, <<파스타 에 바스타>>, BnC World, 2008, 48~71